# Jayanta Chattopadhyay
Pour les articles homonymes, voir Chattopadhyay.
Jayanta Chattopadhyay (en bengali : জয়ন্ত চট্টোপাধ্যায়) est un acteur et un récitant bangladais, né le 2 juillet 1944 dans le district de Satkhira, dans la présidence du Bengale (Raj britannique).
Il a étudié la littérature anglophone à l'université de Calcutta. Il a deux fils.

## Filmographie
- 1989 : Adam Surat[1]
- 2000 : Kittonkhola
- 2002 : Matir Moina (The Clay Bird)[2]
- 2004 : Joyjatra
- 2006 : Ontarjatra[1]
- 2008 : The Last Thakur
- 2010 : Runway[1]
- 2012 : Ghetuputra Komola
- 2012 : Pita - The Father